# Alone in the Dark 2
Pour les articles homonymes, voir Alone in the Dark.
Alone in the Dark 2 est un jeu vidéo de type survival horror développé par Infogrames, publié en Europe en 1993, soit un an après Alone in the Dark, dont il constitue la suite.
En 1995, ce jeu est porté sur 3DO et garde alors le même nom (la version 3DO est la seule version console à proposer une traduction et un doublage en français). En 1996, le jeu est porté sur Sega Saturn et sur PlayStation sous le nom Alone in the Dark: Jack is Back en Europe, et Alone in the Dark: One-Eyed Jack's Revenge en Amérique du Nord.

## Trame

### Synopsis
Edward Carnby va tenter de sauver la petite Grace Saunders qui est enlevée par un ancien pirate du nom de One-Eyed Jack qui est devenu un mort-vivant depuis des siècles.

### Personnages
Le principal protagoniste de Alone in the Dark 2 est Edward Carnby qui est en costume de ville bleu (le 1er personnage jouable). Au cours de ses aventures, ce dernier devra sauver une petite fille, Grace Saunders (qui est jouable mais elle ne peut pas attaquer), elle est vêtue de bleu. Cette dernière a failli être sauvée par Ted Stryker, ami d'Edward Carnby, qui sera tué par le clown.
One-Eyed Jack, principal antagoniste du jeu, est l'ennemi de Carnby. Il a comme amante la sorcière Elizabeth Jarret. One-Eyed Jack est entouré de nombreux pirates (Look Boys, Mister Eye, Music Man...), et de sbires comme Shorty Leg, un pirate au service de One-Eyed Jack. Le premier se trouve près de la statue du labyrinthe qui contient un passage secret et le deuxième est dans le navire de pirate et chacun a un canon à la place de la jambe. One-Eyed Jack a aussi un cuisinier appelé T-Bone. De Witt est un sbire de One-Eyed Jack avec un pistolet. Black Hat est un sbire de One-Eyed Jack avec ses deux pistolets. Bubble Blade est un acrobate au service de One-Eyed Jack. Les Pirate Gangsters sont des sbires, gardes et hommes de mains de One-Eyed Jack. Music Man est un sbire avec son accordéon qui fait feu et il y en a 2, un dans le manoir et l'autre au navire. The Cookies sont des minuscules cuisiniers, un qui est dans le manoir que Edward Carnby doit duper en se déguisant en père Noël et l'autre est au navire.

## Système de jeu
Le jeu se joue à la troisième personne, comme dans Resident Evil les décors sont en 2D et les personnages en 3D. Le jeu alterne entre action et exploration.

## Bande-son
La bande-son du jeu est composée par Jean-Luc Escalant. Lors d'un entretien d'octobre 2008, Il explique qu'il a composé une trentaine de musiques et environ 300 bruitages pour le jeu.

## Accueil
En avril 1994, Computer Gaming World explique que la version ordinateur de Alone in the Dark 2 « semble assez riche pour satisfaire les joueurs et en faire une suite de qualité au premier opus. » En mai 1994, le magazine félicite l'amélioration des graphismes qui offrent du gameplay à tous ceux qui aiment accompagner leurs aventures d'une touche de macabre. En juin 1994, le magazine révèle que le jeu « n'est pas fait pour ceux qui se frustrent rapidement. »
En parlant de la version PlayStation, Maximum décrit la version originale PC comme « l'un des meilleurs jeux d'aventure/arcade les plus réussis en date », et félicite l'apparence de la version PlayStation disant qu'il s'agit du « premier véritable jeu d'aventure/arcade sur console. » Ils approuvent les lieux inspirés de H. P. Lovecraft, la maniabilité du personnage, et le petit passage avec Grace. Cependant, ils remarquent que le jeu est démarqué et surpassé par Resident Evil. Le magazine Next Generation se consacre au dernier point du jeu : « franchement, on est au courant des nouvelles d'hier, et publier ça sur PlayStation à la veille de la sortie de Resident Evil c'est d'un redondant ».
Maximum est plus dur envers la version 3DO, expliquant que le jeu est bien trop vieux pour être réédité sur console. Un critique de Next Generation se plaint du mélange des mauvais contrôles du personnage et des angles de caméra mal fixés ce qui rend le combat contre les ennemis encore plus infaisable que ça ne devrait l'être. Néanmoins, il décrit cette version comme un « portage direct du titre sur PC, avec un énorme jeu accompagné d'une grande touche de cinématique et de nombreux puzzles qui font réfléchir ».
La version Saturn est généralement mal accueillie par la presse spécialisée. Electronic Gaming Monthly lui attribue une note de 4,25 sur 10, citant les difficultés de ciblage, de mauvais graphismes, des séquences confuses, un doublage absurde, les angles de caméra qui changent trop fréquemment, rendant ainsi difficile de frapper les ennemis ou même de s'orienter. Rob Bright de Sega Saturn Magazine commente que le jeu possède « un scénario bien ficelé mêlant fantasy et mythe de pirates avec une touche d'Amérique des années 1920 pour créer une sorte de film noir gothique », mais suit les critiques de Electronic Gaming Monthly quant au ciblage, aux graphismes, et aux angles. Scary Larry de GamePro remarque que même si le Alone in the Dark original a été l'inspiration de Resident Evil, cette suite échoue d'une manière dramatique. Il constate en particulier le manque de sons et de graphismes de qualité qui ont fait la réputation de Resident Evil, et que « ces saletés de contrôles du gameplay et le scénario ennuyant n'aident pas non plus ».
En 1994, PC Gamer UK nomme Alone in the Dark 2 7e meilleur jeu sur ordinateur de tous les temps.